# Wright Morris
Pour les articles homonymes, voir Morris.
Œuvres principales
Marion Wright Morris, né le 6 janvier 1910, à Central City, dans le Nebraska (États-Unis), et mort le 25 avril 1998, à Mill Valley, en Californie (États-Unis), est un photographe, romancier, nouvelliste et essayiste américain.

## Biographie
Wright Morris naît le 6 janvier 1910, à Central City, dans le Nebraska. Sa maison natale est inscrite au Registre national des lieux historiques. Il est le fils de William Henry et Grace Osborn Morris. Celle-ci meurt six jours après la naissance de son fils. Avec son père, qui travaille pour l'Union Pacific Railroad, il déménage souvent et vit dans des villes comme Schuyler et Kearney. Wright Morris est souvent pris en charge par des voisins ou une nounou. Au retour d'un voyage à Omaha, son père revient avec une nouvelle épouse, Gertrude. Dans Will's Boy, Wright Morris dit :

« Gertrude était plus proche de mon âge que de celui de mon père »

La famille s'installe à Omaha en 1919 et y vit jusqu'en 1924. 
Pendant cette période, Wright Morris passe deux étés dans la ferme de son oncle Harry et sa tante Clara, à Norfolk (Nebraska). On retrouve, dans ses œuvres ultérieures, The Home Place (1948) et The World in the Attic (1949), des photographies de la ferme et des descriptions de personnages qui correspondent, dans le monde réel, à des parents. Gertrude déteste la vie dans les petites villes, mais s'entend bien avec Wright, avec lequel elle partage des goûts enfantins (jeux, films et glaces). En 1924, sa famille emménage à Chicago. Plus tard, un court séjour de Wright Morris en Californie avec son père lui inspire son œuvreMy Uncle Dudley (1942). Après avoirc fréquenté, durant une courte période, le Pacific Union College, dirigé par les adventistes, il se rend au Texas, pour travailler à la ferme de son oncle, Dwight Osborn. De retour en Californie, il fréquente, jusqu'en 1933, le Pomona College, mais abandonne ses études sans avoir obtenu de diplôme. En 1934, au retour d'un voyage en Europe, pendant lequel il se fait voler son argent à Paris et arrêter en Italie, il épouse sa première femme, Mary Ellen Finfrock, une enseignante, avec laquelle il reste marié jusqu'en 1961. 
À partir du milieu des années 1930, Wright Morris commence sérieusement à employer la photographie et l'écriture. En 1936, apparaissent les premiers photo-textes, qui sont une combinaison de photographies et de brefs textes en prose. Les voyages de Wright Morris à travers les États-Unis et son séjour à l'étranger lui inspirent ses œuvres. 

Sa première exposition se tient à la New School for Social Research, en 1941. En 1942, il publie son premier roman, My Uncle Dudley, écrit en six semaines, à partir de janvier 1940, à Los Angeles. Ce récit picaresque décrit le retour d'un Californien à Chicago et est basé sur un voyage que l'auteur a fait en 1926. The Man Who Was There (1945) réinterprète le mythe de la Frontière, à travers le regard que le protagoniste du récit, Agee Ward, porte sur ses voyages. Le premier photo-texte de Wright Morris, The Inhabitants, est publié en 1946. C'est une chronique architecturale de la Grande Dépression, accompagnée de commentaires sur Henry David Thoreau, enregistrée lors d'un voyage tortueux, d'une côte à l'autre :

« J'ai vu le paysage américain encombré de ruines que je voulais sauver. La Dépression a créé un monde d'objets envers lesquels je me suis senti affectueux et possessif. J'ai ressenti une forte fièvre d'enthousiasme et me suis cru choisi  pour enregistrer cette histoire avant qu'elle ne disparaisse, »

Cette même année, Wright Morris reçoit sa deuxième bourse Guggenheim pour la photographie (la première lui avait été attribuée en 1942). Cette contribution financière lui permet de continuer à voyager à travers le pays. Entre 1944 et 1954, il vit en Pennsylvanie, puis, de nouveau, en Californie et à l'étranger, en particulier au Mexique, en Grèce et à Venise (Italie). Son second photo-texte, The Home Place, en 1948, est consacré à la ferme familiale de Chapman, au Nebraska, et illustre le thème, important chez Wright Morris, du retour chez soi. Les photographies datent de 1942 et 1947. The World in the Attic (1949), qui ne comporte pas de photographies, clôt la trilogie commencée avec The Inhabitants et poursuivie avec The Home Place.
En 1950, Wright Morris abandonne la photographie. En 1951, Man and Boy est une étude satirique d'une femme égoïste et manipulatrice. Le roman suivant, The Works of Love est dédié à Sherwood Anderson. Le héros, Will Brady, est inspiré du père de Wright Morris. The Deep Sleep (1953) interroge le rêve américain à travers le personnage d'un juge. En 1954, dans The Huge Season, Wright Morris revient sur le rêve américain et les années 1920. Le livre s'inspire de Francis Scott Fitzgerald, Ernest Hemingway, Thomas Stearn Eliot et James Joyce. The Field of Vision, publié en 1956, raconte l'histoire d'un groupe d'habitants du Nebraska qui se retrouve dans une arène tauromachique à Mexico. Ce roman lui vaut le National Book Award. Dans Love Among the Cannibals, Wright Morris raconte l'histoire de deux paroliers de Hollywood, qui emmènent deux jeunes filles découvrir les indigènes à Acapulco. En 1959, Wright Morris se rend à Venise (Italie) avec Joséphine Mary Kantor (1927-2002), qu'il épouse l'année suivante. 
De nombreux personnages de The Field of Vision réapparaissent, en 1960, dans La Dernière Fête (Ceremony in Lone Tree), décrivant le 90e anniversaire du dernier résident d'une ville-fantôme du Nebraska. Entre 1963 et 1975, Wright Morris occupe un poste d'enseignant d'anglais au San Francisco State College (maintenant San Francisco State University). Pendant ce temps, son activité littéraire se poursuit et il écrit beaucoup de romans qui figurent parmi ses œuvres majeures. One Day (1965) est une étude sur une communauté de San Francisco, avec l'assassinat du président John Fitzgerald Kennedy en toile de fond. En 1967, In Orbit s'intéresse au conflit de générations, à travers une petite ville de l'Indiana.
Fire Sermon (1971) et sa suite, A Life (1973), opposent un couple de hippies à un vieil homme accompagné d'un jeune garçon. En 1972, Love Affair-Venetian Journal est le seul de ses photo-textes à être illustré de photographies en couleurs. C'est aussi le seul dont le Midwest n'est pas le thème. 
Son dernier roman, Plains Song: For Female Voices , publié en 1980, décrit une famille de fermiers du Nebraska à travers trois générations de femmes, et obtient le National Book Award, en 1981. Will's Boy (1981) est un  récit autobiographique. Victrola, une nouvelle publiée en 1982, raconte l'histoire d'un homme qui hérite d'un chien qu'il n'aime pas. Elle obtient le troisième prix O. Henry. Après sa retraite, Wright Morris vit, avec son épouse, à Mill Valley, en Californie. Il meurt le 25 avril 1998, à l'âge de 88 ans. Wright Morris est enterré au cimetière de Chapman.

## Œuvre

### Œuvre littéraire
Aux États-Unis, Wright Morris est surtout connu pour ses œuvres qui décrivent la vie dans le Midwest. Ses voyages, au cours desquels il parcourt plus de 24 000 kilomètres à travers les États-Unis, sont la base de son inspiration. Il dit :

« Je ne suis pas un écrivain régional, mais les caractéristiques de cette région ont conditionné ce que je vois, ce que je cherche et ce que je trouve dans le monde, sur quoi écrire, »

En dépit de sa longue liste de publications et de récompenses, les critiques littéraires de son œuvre plutôt rares. John W. Aldridge a suggéré, dans son livre Devil in the Fire, que c'est précisément le thème du Midwest qui est trop démodé pour attirer beaucoup d'attention. Ou, comme le dit le journaliste H. L. Mencken, se référant aux œuvres de Willa Cather, qui utilise une thématique similaire à celle de Wright Morris :

« Je n'aime pas la façon dont elle écrit, je m'en fous de ce qui se passe au Nebraska, »

Les œuvres de Morris ne sont cependant pas une simple description de la vie dans les Great Plains. Au contraire, Wright Morris montre une étude fine de la culture américaine dans son ensemble. Le Midwest est le pivot de son microcosme. Les Grandes Plaines sont au « centre » des États-Unis, sous l'influence de l'Est et l'Ouest. Les petites villes, mais aussi des villes plus importantes, comme Omaha ou Chicago, sont le théâtre idéal pour ses œuvres littéraires. Dans ce milieu (y compris au sens figuré), les « Midwesterners » agissent comme des Américains moyens et leurs familles constituent simplement « le type même de la famille américaine ». Wright Morris utilise la « matière première » existante (un concept central dans la critique de ses œuvres, qu'il utilise également), qu'il raffine, « mais laisse suffisamment brute pour paraître réelle ». Les descriptions peuvent alors s'appliquer à un contexte plus large, les États-Unis. Même les œuvres que leurs actions ne situent pas en plein Midwest comportent certains personnages et des intrigues qui les relient à celui-ci. Gail Bruce Crump reconnaît également un lien étroit entre les personnages, l'action et cette observation culturelle. Mais, soutient-il, l'objet des œuvres de Morris est, en partie, l'étude fine des détails de la conscience humaine, de sorte qu'il est trop difficile à mettre en mots. C'est une raison supplémentaire éventuelle pour la réception inférieure à la moyenne de ses œuvres. Mais c'est précisément cette préoccupation pour des questions telles que le temps, la conscience, les stéréotypes et les mythes, qui donnent à l'œuvre littéraire de Wright Morris sa cohérence d'ensemble.
Les éléments autobiographiques sont, dans cette œuvre, forts évidents. En particulier, les œuvres les plus anciennes sont situées dans le passé et exposent beaucoup d'habitudes traditionnelles, maintenant anachroniques et qui ne peuvent exister que comme clichés, au temps « présent ». Son roman, The Works of Love, et son autobiographie, Will's Boy, évoquent son père, avec un mélange de respect et de désapprobation. Dans le roman, le personnage de Will Brady représente le père de Wright Morris. L'approche « mythique » du Midwest joue un rôle important. Le passé héroïque, au moment de l'appropriation brutale des terres par les colons et l'ouverture du continent à l'exploitation privée, dans la seconde moitié du XIXe siècle sert de toile de fond idéalisée à la vie sans histoire des gens (et aussi des personnages, dans les romans de Wright Morris), dans les exploitations agricoles et les petites villes. Ces différentes tendances se superposent, cependant, et le « temps est vécu spatialement par les personnages ». Le cliché est créé, pour Wright Morris, par le fait que ces idées dépassées, y compris les valeurs associées, sont transmises inchangées et sans réflexion jusqu'au présent. Wright Morris plaide donc pour un changement, d'un concept statique à un concept dynamique de la vie.

Wright Morris n'a pas obtenu la reconnaissance qu'il aurait pu connaître, dans l'histoire littéraire américaine, selon G. B. Crump :

« Que ceci et d'autres dons insolites n'ont pas encore gagné à Morris le large public qu'il mérite est finalement attribuable au fait qu'il ne rentre dans aucune catégorie commode. Il est à la fois traditionnel et original, un chroniqueur de la banalité et du bizarre, du matériel et de l'immatériel. C'est un coloriste local à son aise dans un paysage métaphysique d'idées, un réaliste fasciné par la fiction et les personnages qui vivent un rêve, un poète des marigots américains immergé dans les principaux courants de la conscience contemporaine, »

Son style est photographique, visant à produire le maximum d'effet avec le minimum de mots.

### Œuvre photographique
Wright Morris ne considère pas ses photographies comme des illustrations littérales de ses écrits, mais comme des expressions, de valeur égale à celle des textes, de ses idées. Il exprime « la résonance et le jeu inattendu » entre mots et images. Bien qu'on puisse le rapprocher des photographes documentaires de l'Administration de la sécurité agricole (FSA), comme Arthur Rothstein et Dorothea Lange, son approche est plus cérébrale et détachée que la leur. Roy Stryker, en particulier, lui reprochait l'absence de personnes vivantes sur ses photographies.

## Liste des œuvres
- 1942 - The writing of My Uncle Dudley - roman, Harcourt.

1970 - rééd. Greenwood Press.
- 1945 - The Man Who Was There - roman, Scribners.

1977 - rééd. Lincoln, University of Nebraska Press.
- 1946 - The Inhabitants - photo-texte, Scribner.

1972 - rééd. Da Capo.
- 1948 - The Home Place - photo-texte, Londres (Royaume-Uni) et New York (États-Unis), Scribners.

1968 - rééd. Lincoln, University of Nebraska Press.
- 1949 - The World in the Attic - roman, Scribners.

1971 - rééd. Lincoln, University of Nebraska Press.
- 1951 - Man and Boy - roman, Knopf.

1974 - rééd. Lincoln, University of Nebraska Press.
- 1952 - The Works of Love - roman, Knopf.

1972 - rééd. Lincoln, University of Nebraska Press.
- 1953 - The Deep Sleep - roman, Scribners.

1975 - rééd. Lincoln, University of Nebraska Press.
- 1954 - The Huge Season: A Novel — roman, Viking, finaliste au Prix national du livre[23].

1975 - rééd. Lincoln, University of Nebraska Press.
- 1956 - The Field of Vision - roman, Harcourt, couverture de Milton Glaser, Prix national du livre dans la catégorie fiction[24].

1975 - rééd. Lincoln, University of Nebraska Press.
- 1956 - The Territory Ahead - essai, New York (États-Unis), Harcourt, Brace,  (ISBN 0803230508).

rééd. Lincoln (États-Unis), University of Nebraska Press, 245 p.
- 1957 - Love Among the Cannibals - roman, Harcourt, finaliste au Prix national du livre[25].

1977 - rééd. Lincoln, University of Nebraska Press.
- 1958 (juillet) - « Our Endless Plains », article dans Holiday, no 24, p. 68—69 et 138—142.
- 1960 - La Dernière Fête (Ceremony in Lone Tree) - roman, Atheneum, finaliste au Prix national du livre[26].
- 1961 (novembre) - « Conversations in a Small Town », article dans Holiday, no 30 p. 98, 100, 103, 107 et 108.
- 1962 - What a Way to Go - roman, Atheneum.

1979 - rééd. Lincoln, University of Nebraska Press.
- 1963 - Cause for Wonder - roman, Atheneum.

1978 - rééd. Lincoln, University of Nebraska Press.
- 1965 - One Day - roman, Atheneum.
- 1968 - A Bill of Rites, a Bill of Wrongs, a Bill of Goods - essai, Lincoln, University of Nebraska Press.
- 1968 - God's Country and My People - photo-texte, Harper.

1981 - rééd. Lincoln (États-Unis), University of Nebraska Press.
- 1970 - Green Grass, Blue Sky - recueil de nouvelles, White House, Black Sparrow Press.
- 1970 - Wright Morris: A Reader - roman, nouvelles et critiques, comprend The Works of Love et The Field of Vision, introduction de Granville Hicks, New York (États-Unis) Harper & Row.
- 1971 - In Orbit - roman, New American Library.

rééd. Signet book.
- 1971 - Fire Sermon - roman, Harpers & Row, 155 p.
- 1972 - Love Affair-Venetian Journal - photo-texte, Harper.
- 1972 - War Games - roman, Black Sparrow Press.
- 1973 - A Life - roman, Harper.
- 1973 - Here Is Einbaum - recueil de nouvelles, Black Sparrow Press.
- 1975 - About Fiction: Reverent Reflections on the Nature of Fiction with Irreverent Observations on Writers, Readers and other Abuses - essai, Harper & Row.
- 1975 - Structures and Artifacts: Photographs 1933-1954 - photo-texte, Lincoln, Sheldon Memorial Art Gallery.
- 1975 - The Cat's Meow - recueil de nouvelles, Black Sparrow Press.
- 1976 - Real Losses, Imaginary Gains - nouvelles, Harper.
- 1977 - The Fork River Space Project - roman, Harper.
- 1978 - Earthly Delights, Unearthly Adornments: American Writers as Image Makers - essai, New York, Harper & Row.
- 1978 - The Territory Ahead: Critical Interpretations in American Literature, New York, Atheneum,  (ISBN 978-0-8032-8100-4).
- 1980 - Plains Song: For Female Voices - roman, Harper & Row, Prix national du livre dans la catégorie livre relié de fiction[27],[28],  (ISBN 0060130474).

1991 - rééd. David Godine.
- 1981 - Will's Boy: A Memoir - autobiographie, New York (États-Unis), Harper & Row.
- 1982 (12 avril) - Victrola - nouvelle publiée dans The New Yorker, troisième prix O. Henry[29].
- 1982 - Wright Morris: Photographs and Words - photo-texte, publié et préfacé par James Alinder, Friends of Photography.
- 1983 - Solo: An American Dreamer in Europe, 1933-34 - autobiographie, Harper.
- 1984 - The Origin of Sadness - recueil de nouvelles, Parallel Editions (University, AL).
- 1985 - A Cloak of Light: Writing My Life - autobiographie, Harper.
- 1985 - Glimpse Into Another Country - nouvelle publiée dans The New Yorker, prix O. Henry[29].
- 1986 - Collected Short Stories, 1948-1986 - recueil de nouvelles, Harper.

1988 - rééd. David Godine.
- 1989 - Time Pieces: Photographs, Writing, and Memory - photo-texte, New York (États-Unis), Aperture, 154 p.,  (ISBN 0893813818).
- 1989 - « How I Put in the Time », dans Growing Up Western, publié par Clarus Backes, New York (États-Unis), Knopf, p. 99—124.
- 1993 - Writing My Life: An Autobiography - autobiographie, Black Sparrow Press.
- 1993 - Three Easy Pieces - The Fork River Space Project, Fire Sermon et A Life, Black Sparrow Press.
- 1994 - Two for the Road - Man and Boy et In Orbit, Black Sparrow Press.
- 1995 - The Loneliness of the Long Distance Writer - contient The Works of Love et The Huge Season, Black Sparrow Press.

## Traductions en français
- La Dernière Fête [« Ceremony in lone tree »], trad. de Marie-Lise Marlière, Paris, Éditions Gallimard, coll. « Du monde entier », 1964, 261 p. (BNF 33105885)
- Fragments de temps, trad. de Brice Matthieussent, Paris, Éditions Xavier Barral, coll. « TXT », 2019, 192 p.  (ISBN 978-2-365-11225-3)
- Chant des plaines (pour voix féminines) [« Plains Song: For Female Voices »], trad. de Brice Matthieussent, Paris, Christian Bourgois Éditeur, coll. « Littérature étrangère », 2021, 288 p.  (ISBN 9782267043594)

## Distinctions
- 1942 - Bourse Guggenheim pour la photographie.
- 1946 - Bourse Guggenheim pour la photographie.
- 1954 - Bourse littéraire Guggenheim.
- 1957 - National Book Award pour le roman The Field of Vision.
- 1967 - Bourse de la fondation Rockefeller.
- 1968 - Doctorat honoris causa du lycée de Westminster (Westminster College, Missouri) et de l'université du Nebraska (University of Nebraska).
- 1973 - Doctorat honoris causa du lycée Pomona (Pomona College).
- 1975 - Mari Sandoz Award, pour sa « contribution significative et durable au monde littéraire du Nebraska »[30],[31].
- 1976 - Bourse du National Endowment for the Arts.
- 1979 - Distinguished Achievement Award de la Western Literature Association.
- 1981 - National Book Award pour le roman Plain Songs.
- 1981 - Robert Kirsch Award du Los Angeles Times, pour l'ensemble de son œuvre[32].
- 1982 - Common Wealth Award, de l'Association du langage moderne, pour services rendus à la littérature[33].
- 1985 - Prix O. Henry.
- 1985 - Whiting Writers' Award.
- 1986 - Life Achievement Award et Bourse d'écriture créative du National Endowment for the Arts[34].
- Prix Mark Twain[3].

## Archives
L'archive complète des photographies de Wright Morris est au Centre de photographie créative (Center for Creative Photography, CCP), à l'Université de l'Arizona, à Tucson. Le Centre gère également les droits d'auteur de ces photos.
La bibliothèque de la ville de Lincoln, au Nebraska, abrite une partie de la correspondance de Wright Morris et des entretiens enregistrés dans la Collection Gale E. Christianson de documents de recherche Eiseley et la collection de correspondance Wright Morris-Victor Musselman. La bibliothèque de l'université du Nebraska à Lincoln (University of Nebraska-Lincoln) abrite une collection de documents de Morris Wright, y compris le matériel donné par Joséphine Morris (1927-2002), veuve de Wright Morris.

## Expositions

### Expositions temporaires
- ,1992 - Rétrospective de ses œuvres photographiques au San Francisco Museum of Modern Art (San Francisco).
- 2009 (octobre-novembre) - Exposition d'une trentaine de photographies et de premières éditions de ses livres au Mari Sandoz High Plains Heritage Center[8].
- 2019 - Wright Morris, L'essence du visible à la Fondation Henri Cartier-Bresson (Paris), textes de Stephen Arkin, ami et exécuteur testamentaire de Wright Morris, Agnès Sire et Anne Bertrand.

### Collections publiques
- National Gallery of Art, Washington D.C. (États-Unis).
- San Francisco Museum of Modern Art, San Francisco, Californie (États-Unis).
- Harvard University Art Museums, Massachusetts (États-Unis).
- Joslyn Art Museum, Omaha, Nebraska (États-Unis).
- Los Angeles County Museum, Californie (États-Unis).
- New Mexico Museum of Art, Santa Fe, Nouveau-Mexique (États-Unis).
- Princeton University Art Museum, New Jersey (États-Unis).

## Photographies
- 1936 - Alley, Claremont, California - San Francisco Museum of Modern Art, San Francisco, Californie (États-Unis)[38].
- 1937 - Tenement Steps, Los Angeles - San Francisco Museum of Modern Art, San Francisco, Californie (États-Unis)[38].
- 1938 - Barber Pole and Hydrant - photographie argentique, 21 cm x 18 cm[39].
- 1939 - Farm Buildings along Road, South Carolina - San Francisco Museum of Modern Art, San Francisco, Californie (États-Unis)[38].
- 1939 - Faulkner Country, near Oxford, Mississippi - San Francisco Museum of Modern Art, San Francisco, Californie (États-Unis)[38].
- 1939 - House with Dead Tree, Culpeper, Virginia - San Francisco Museum of Modern Art, San Francisco, Californie (États-Unis)[38].
- 1939 - Massachusetts [Clapboard Houses] - San Francisco Museum of Modern Art, San Francisco, Californie (États-Unis)[38].
- 1939 - Storefronts, Western Kansas - San Francisco Museum of Modern Art, San Francisco, Californie (États-Unis)[38].
- 1940 - Adobe Ranch House, New Mexico - San Francisco Museum of Modern Art, San Francisco, Californie (États-Unis)[38].
- 1940 - Church Facade, near Rahway, New Jersey 1940, Joslyn Art Museum, Omaha, Nebraska (États-Unis)[40].
- 1940 - Clothing on Hooks - photographie argentique, 20 cm x 25 cm[39].
- 1940 - Eggs in pot - photographie argentique, 20 cm x 24 cm[39].
- 1940 - Farm Buildings - San Francisco Museum of Modern Art, San Francisco, Californie (États-Unis)[38].
- 1940 - Farmhouse in Winter, near Lincoln, Nebraska - San Francisco Museum of Modern Art, San Francisco, Californie (États-Unis)[38].
- 1940 - Gano Grain Elevator, Western Kansas 1940, Joslyn Art Museum, Omaha, Nebraska (États-Unis)[40] et San Francisco Museum of Modern Art, San Francisco, Californie (États-Unis)[38].
- 1940 - House with Dead Tree, Virginia.
- 1940 - Power House and Palm Tree, near Lordsburg, New Mexico - San Francisco Museum of Modern Art, San Francisco, Californie (États-Unis)[38].
- 1940 - Second bed (Ed’s Place) - photographie argentique, 18 cm x 23 cm[39].
- 1941 - Abandoned Farm.
- 1941 - Abandoned House.
- 1941 - Church and House, Virginia City.
- 1941 - Farmhouse with Snowbank - photographie argentique, 23 cm x 20 cm[39].
- 1941 - Western Nebraska.
- 1942 - Bank Grill, Cahow's Barber Shop, Chapman, Nebraska - San Francisco Museum of Modern Art, San Francisco, Californie (États-Unis)[38].
- 1942 - Barber Shop Interior; Cahow's Barber Shop, Chapman, Nebraska - San Francisco Museum of Modern Art, San Francisco, Californie (États-Unis)[38].
- 1942 - Log Ends, Ohio - photographie argentique, 20 cm x 25 cm.
- 1947 - Barbershop - San Francisco Museum of Modern Art, San Francisco, Californie (États-Unis)[38].
- 1947 - Bed with Nightpot, Home Place - San Francisco Museum of Modern Art, San Francisco, Californie (États-Unis)[38].
- 1947 - Bedroom, Home Place - San Francisco Museum of Modern Art, San Francisco, Californie (États-Unis)[38].
- 1947 - Box Car - photographie argentique, 24 cm x 20 cm[39].
- 1947 - Church, near Milford, Nebraska - San Francisco Museum of Modern Art, San Francisco, Californie (États-Unis)[38].
- 1947 - Clothing on Hooks, Home Place - San Francisco Museum of Modern Art, San Francisco, Californie (États-Unis)[38].
- 1947 - Cupboard - photographie argentique, 24 cm x 20 cm[39].
- 1947 - Curtained Window.
- 1947 - Door Between Buildings - photographie argentique, 24 cm x 20 cm[39].
- 1947 - Drawer with Silverware, Home Place.
- 1947 - Dresser Drawer, Ed's Place - San Francisco Museum of Modern Art, San Francisco, Californie (États-Unis)[38].
- 1947 - Fallen Out House - photographie argentique, 20 cm x 25 cm[39].
- 1947 - Farmhouse [Speckled Stove] - San Francisco Museum of Modern Art, San Francisco, Californie (États-Unis)[38].
- 1947 - FrontDoor, Home Place - photographie argentique sur gélatine, San Francisco Museum of Modern Art, San Francisco, Californie (États-Unis)[38].
- 1947 - Hardware Store - San Francisco Museum of Modern Art, San Francisco, Californie (États-Unis)[38].
- 1947 - Home Place [Model T Steering Wheel] - San Francisco Museum of Modern Art, San Francisco, Californie (États-Unis)[38].
- 1947 - House with porch - photographie argentique, 23 cm x 19 cm[39].
- 1947 - Light Pole and Grain Elevator, Eastern Nebraska - San Francisco Museum of Modern Art, San Francisco, Californie (États-Unis)[38].
- 1947 - Model T and Barn, Ed's Place - San Francisco Museum of Modern Art, San Francisco, Californie (États-Unis)[38].
- 1947 - Model-T Ford.
- 1947 - Model T in Shed, The Home Place, near Norfolk, Nebraska - San Francisco Museum of Modern Art, San Francisco, Californie (États-Unis)[38].
- 1947 - Nebraska [Door] - San Francisco Museum of Modern Art, San Francisco, Californie (États-Unis)[38].
- 1947 - Nebraska [Graveyard] - San Francisco Museum of Modern Art, San Francisco, Californie (États-Unis)[38].
- 1947 - Photograph of Morris Family Homestead in Ohio, Home Place - San Francisco Museum of Modern Art, San Francisco, Californie (États-Unis)[38].
- 1947 - Panama - photographie argentique, 20 cm x 25 cm[39].
- 1947 - Reflection in Oval Mirror, Home Place - San Francisco Museum of Modern Art, San Francisco, Californie (États-Unis)[38].
- 1947 - Rocker, Home Place - San Francisco Museum of Modern Art, San Francisco, Californie (États-Unis)[38].
- 1947 - Southern Indiana [Interior with Pictures] - San Francisco Museum of Modern Art, San Francisco, Californie (États-Unis)[38].
- 1947 - Straightback Chair, The Home Place - San Francisco Museum of Modern Art, San Francisco, Californie (États-Unis)[38].
- 1947 - Uncle Harry Entering Barn, Home Place - photographie argentique, 20 cm x 25 cm[39], San Francisco Museum of Modern Art, San Francisco, Californie (États-Unis)[38].
- 1947 - Untitled [Interior Through Screen Window] - San Francisco Museum of Modern Art, San Francisco, Californie (États-Unis)[38].
- 1947 - Untitled [Scythe by Shed] - San Francisco Museum of Modern Art, San Francisco, Californie (États-Unis)[38].
- 1947 - View of Barbershop and Storefronts - San Francisco Museum of Modern Art, San Francisco, Californie (États-Unis)[38].
- 1947 - Wagon, the Home Place.
- 1948 - Sidewalk in an Abandoned Development, South of Cleveland, Ohio - San Francisco Museum of Modern Art, San Francisco, Californie (États-Unis)[38].
- Barbers Chair.
- Barber Shop, Weeping Water.
- Barn Trough.
- Bed and Night Pot.
- Bedroom.
- Chair.
- Coat Sleeve, Pioneer Shack.
- Ed's Drawer - épreuve argentique sur gélatine.
- Houses on Incline, Virginia City, NV.
- Jukebox, Southern Indiana.
- Knives, Pioneer Shack.
- Model T with California Top.
- Prairie & Pasture Land.
- The Old Man.
- White Church Facade, Rahway, New Jersey.
- White Schoolhouse Nebraska.